# Wybory parlamentarne w Liechtensteinie w 2009 roku

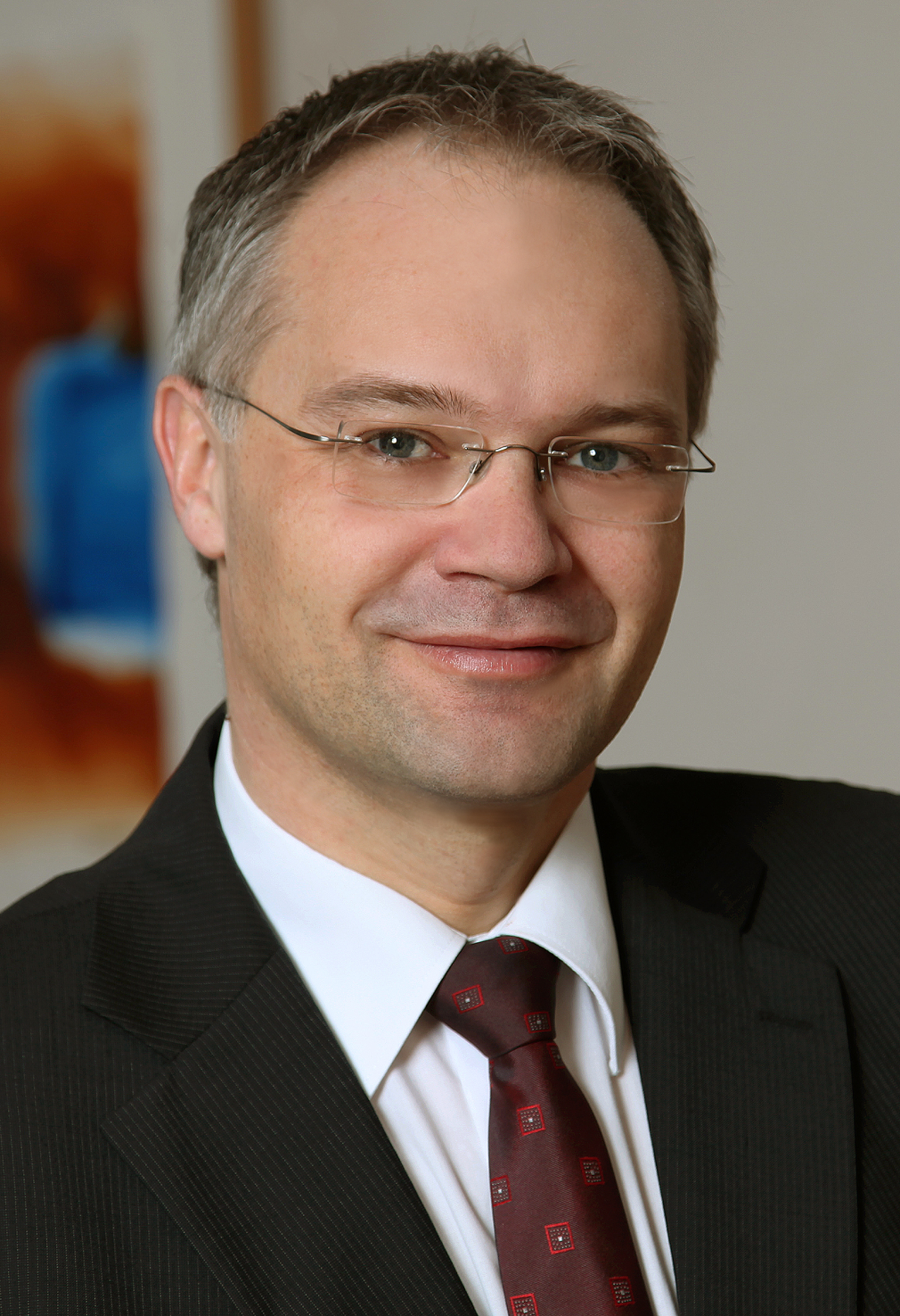
Klaus Tschütscher – lider Unii Patriotycznej przed wyborami w 2009 r., który objął po nich urząd premiera Liechtensteinu.

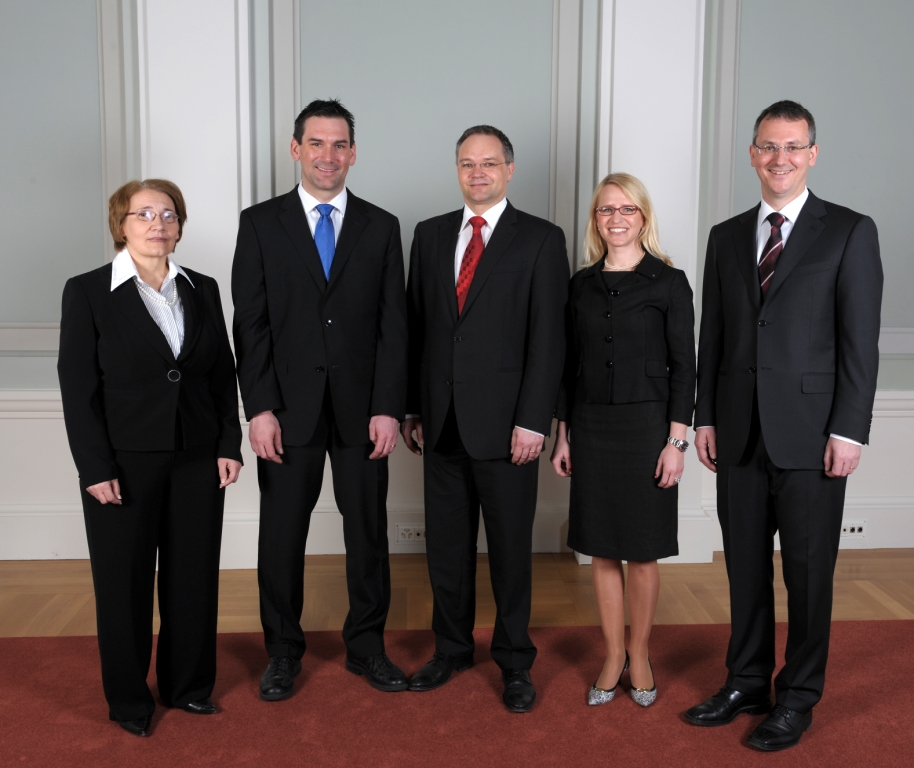
Rząd kadencji 2009-2013, który został powołany po wyborach w 2009 r.

Wybory parlamentarne w Liechtensteinie w 2009 roku (niem. Fürstentum Liechtenstein Landtagswahlen 2009) – powszechne wybory do Landtagu, które odbyły się w dniu 8 lutego 2009 roku na terenie Księstwa Liechtensteinu.

## Ordynacja wyborcza
Landtag Księstwa Liechtensteinu składa się z dwudziestu pięciu deputowanych, którzy są wybierani przez Naród na czteroletnią kadencję są w wyborach tajnych, bezpośrednich, powszechnych, równych i proporcjonalnych z dwóch okręgów wyborczych – Oberlandu i Unterlandu. Czynne prawo wyborcze posiadają obywatele zamieszkujący na stałe w Księstwie, którzy ukończyli 18. rok życia, a ich prawa nie są zawieszone, gdzie cenzus wiekowy dla kandydatów do Landtagu to 20 lat. Udział w wyborach jest obowiązkowy.
Każdy wyborca może oddać swój głos na taką liczbę kandydatów z różnych komitetów wyborczych ile wynosi całkowita liczba mandatów możliwych do zdobycia w danym okręgu wyborczym, czyli piętnaście w Oberlandzie i dziesięć w Unterlandzie. Od wyborów w 2005 r. możliwe jest głosowanie korespondencyjne.
Miejsce w parlamencie przysługuję tylko komitetom, które przekroczyły próg wyborczy, wynoszący 8%. Mandaty są przyznawane dwuetapowo. W pierwszym etapie przyznaje się tzw. mandaty podstawowe przy pomocy metody Hagenbacha-Bischoffa, a brakujące mandaty rozdysponowuje się jako tzw. mandaty uzupełniające przy pomocy metody d'Hondta.

## Kontekst polityczny
Wybory poprzedziła międzynarodowa afera finansowa wokół prezesa Deutsche Post Klausa Zumwinkela, który został aresztowany 14 lutego 2008 r. w Kolonii pod zarzutem unikania płacenia podatków. Zarzuty wobec Zumwinkela były wynikiem śledztwa Federalnej Służby Wywiadu, która odkupiła dane skradzione przez byłego pracownika banku LGT. Premier ustępującego gabinetu – Otmar Hasler tydzień po aresztowaniu prezesa Deutsche Post odbył wizytę u Angeli Merkel. Ta medialna afera zwiększyła międzynarodowe naciski, szczególnie ze strony Niemiec, na tzw. raje podatkowe i inne kraje ze ścisłą tajemnicą bankową. Był to główny temat relacji niemiecko-liechtensteińskich do 2010 r., kiedy podpisano obustronne porozumienia. Wywołała również niepokoje w sektorze finansowym Księstwa oraz spotęgowała wpływ kryzysu z 2008 r. na gospodarkę.
W ustępującym koalicyjnym gabinecie większość miała Postępowa Partia Obywatelska, której członek – Otmar Hasler, piastował stanowisko Szefa Rządu od 2001 roku. Był to pierwszy rząd nowej koalicji VU-FBP zawiązanej po wyborach w 2005 r. po ośmioletniej przerwie.

## Listy wyborcze
Do wyborów przystąpiły trzy komitety wyborcze odpowiadające trzem partiom: Postępowej Partii Obywatelskiej (FBP), Unii Patriotycznej (VU) i Wolnej Liście (FL). Na listach dwóch pierwszych partii znalazła się maksymalna możliwa liczba kandydatów, a zatem dwudziestu pięciu. Na liście FL znalazło się natomiast dwanaście nazwisk, w tym siedem w Oberlandzie i pięć w Unterlandzie. Zatem łącznie w wyborach startowało sześćdziesięciu dwóch kandydatów, a wśród nich znalazło się dwadzieścia kobiet, a zatem kobiety stanowiły 32,3% kandydatów.
| Lista wyborcza | Lista wyborcza | Lista wyborcza                                                   | Lider             | Kandydaci | Kandydaci | Kandydaci | Wynik w poprzednich wyborach w 2005 r. |
| Lista wyborcza | Lista wyborcza | Lista wyborcza                                                   | Lider             | Oberland  | Unterland | Razem     | Wynik w poprzednich wyborach w 2005 r. |
| -------------- | -------------- | ---------------------------------------------------------------- | ----------------- | --------- | --------- | --------- | -------------------------------------- |
|                |                | Unia Patriotyczna niem. Vaterländische Union                     | Klaus Tschütscher | 15        | 10        | 25        | 38,2%                                  |
|                |                | Postępowa Partia Obywatelska niem. Fortschrittliche Bürgerpartei | Martin Meyer      | 15        | 10        | 25        | 48,7%                                  |
|                |                | Wolna Lista niem. Freie Liste                                    | Wolfgang Marxer   | 7         | 5         | 12        | 13,0%                                  |

## Wyniki
Wybory zakończyły się zwycięstwem Unii Patriotycznej, która zdobyła 95 219 głosów (47,6%), co dało komitetowi trzynaście mandatów w Landtagu. Na drugim miejscu uplasowała się Postępowa Partia Obywatelska z wynikiem 86 951 głosów (43,5%), co przełożyło się na jedenaście mandatów. Zatem VU zdobyła bezwzględną większość w dwudziestopięcioosobowym parlamencie, jednak podtrzymana została umowa koalicyjna z 2005 r. i utworzono wspólny gabinet z FBP, na którego czele stanął Klaus Tschütscher. Ostatnie miejsce w Landtagu przypadło Wolnej Liście, która uzyskując 17 835 głosów (8,9%) przekroczyła ośmioprocentowy próg wyborczy. Poparcie dla VU znacznie wzrosło kosztem poprzednich wyborów – o 9,4 punktu procentowego, kosztem poparcia dla dwóch pozostałych partii FBP i FL, które zmalało kolejno o 5,2 p.p. i 4,1 p.p..
| Partia | Partia                       | Wyniki | Wyniki | Wyniki | Mandaty | Mandaty |
| Partia | Partia                       | Głosy  | %      | Zmiana | Liczba  | Zmiana  |
| ------ | ---------------------------- | ------ | ------ | ------ | ------- | ------- |
| VU     | Unia Patriotyczna            | 95 219 | 47,6%  | 9,4%   | 13      | 3       |
| FBP    | Postępowa Partia Obywatelska | 86 951 | 43,5%  | 5,2%   | 11      | 1       |
| FL     | Wolna Lista                  | 17 835 | 8,9%   | 4,1%   | 1       | 2       |

### Wyniki według okręgów i gmin
Unia Patriotyczna zwyciężyła w Oberlandzie z poparciem na poziomie 48,9%, natomiast w Unterlandzie wygrała Postępowa Partia Obywatelska z poparciem 48,2%.
Jednocześnie VU zdobyła większość głosów jedynie w pięciu z jedenastu gmin: Balzers, Eschen, Schaan, Triesen, Triesenberg, a pozostałych sześciu gminach wygrało FBP. Najwyższe poparcie dla zwycięskiej partii odnotowano w gminie Triesenberg  – 54,5%, a najniższe w gminie Mauren – 35,9%. Natomiast najwyższe poparcie dla FBP odnotowano w gminie Mauren – 53,4%, a najniższe w gminie Balzers – 36,5%. Głosy na Wolną Listę stanowiły największy odsetek w gminie Planken – 12,6%, a najmniejszy w gminie Ruggell – 5,2%.

#### Oberland
| Partia | Balzers | Balzers | Balzers | Planken | Planken | Planken | Schaan | Schaan | Schaan | Triesen | Triesen | Triesen | Triesenberg | Triesenberg | Triesenberg | Vaduz  | Vaduz | Vaduz | Oberland | Oberland | Oberland | Oberland | Oberland |
| Partia | G       | %       | Z       | G       | %       | Z       | G      | %      | Z      | G       | %       | Z       | G           | %           | Z           | G      | %     | Z     | G        | %        | Z        | M        | ZM       |
| ------ | ------- | ------- | ------- | ------- | ------- | ------- | ------ | ------ | ------ | ------- | ------- | ------- | ----------- | ----------- | ----------- | ------ | ----- | ----- | -------- | -------- | -------- | -------- | -------- |
| VU     | 16 906  | 54,2%   | 9,3%    | 1222    | 37,9%   | 13,6%   | 15 507 | 44,6%  | 10,1%  | 13 882  | 50,5%   | 11,3%   | 10 931      | 54,4%       | 9,4%        | 13 021 | 44,2% | 9,0%  | 71 469   | 48,9%    | 9,9%     | 8        | 2        |
| FBP    | 11 374  | 36,5%   | 4,4%    | 1598    | 49,6%   | 7,1%    | 15 292 | 44,0%  | 4,7%   | 11 108  | 40,4%   | 6,2%    | 8103        | 40,3%       | 5,5%        | 13 558 | 46,0% | 4,2%  | 61 033   | 41,7%    | 5,0%     | 6        | 1        |
| FL     | 2905    | 9,3%    | 4,9%    | 405     | 12,6%   | 6,4%    | 3986   | 11,5%  | 5,3%   | 2475    | 9,0%    | 5,3%    | 1066        | 5,3%        | 3,8%        | 2896   | 9,8%  | 4,7%  | 13 733   | 9,4%     | 4,9%     | 1        | 1        |

#### Unterland
| Partia | Eschen | Eschen | Eschen | Gamprin | Gamprin | Gamprin | Mauren | Mauren | Mauren | Ruggell | Ruggell | Ruggell | Schellenberg | Schellenberg | Schellenberg | Unterland | Unterland | Unterland | Unterland | Unterland |
| Partia | G      | %      | Z      | G       | %       | Z       | G      | %      | Z      | G       | %       | Z       | G            | %            | Z            | G         | %         | Z         | M         | ZM        |
| ------ | ------ | ------ | ------ | ------- | ------- | ------- | ------ | ------ | ------ | ------- | ------- | ------- | ------------ | ------------ | ------------ | --------- | --------- | --------- | --------- | --------- |
| VU     | 9116   | 53,7%  | 11,0%  | 2935    | 42,2%   | 8,5%    | 5491   | 35,9%  | 5,8%   | 4408    | 45,8%   | 6,7%    | 1800         | 36,9%        | 7,5%         | 23 750    | 44,2%     | 8,0%      | 5         | 1         |
| FBP    | 6755   | 39,8%  | 8,7%   | 3679    | 52,9%   | 5,9%    | 8174   | 53,4%  | 4,1%   | 4726    | 49,1%   | 4,5%    | 2584         | 53,0%        | 6,9%         | 25 918    | 48,2%     | 6,1%      | 5         | 0         |
| FL     | 1119   | 6,6%   | 2,2%   | 346     | 5,0%    | 2,5%    | 1645   | 10,7%  | 1,7%   | 496     | 5,2%    | 2,1%    | 496          | 10,2%        | 0,5%         | 4102      | 7,6%      | 1,9%      | 0         | 1         |

## Frekwencja
Udział w wyborach jest dla obywateli Liechtensteinu z czynnymi prawami wyborczymi jest obowiązkowy. W głosowaniu udział wzięło 15 650 osób spośród 18 493 uprawnionych, a zatem frekwencja wyniosła 84,6% i była niższa o 1,9 punktu procentowego niż w poprzednich wyborach w 2005 r..
Wyższą frekwencję odnotowano w Unterlandzie – 86,9%, podczas gdy w Oberlandzie swój głos oddało 83,4% obywateli.
Najwyższą frekwencją cechowała się gmina Planken, w której zagłosowało 92,6% uprawnionych, zaś najniższą gmina Triesen, gdzie zagłosowało 80,7%.
Od wyborów w 2005 r. wszyscy obywatele Liechtensteinu mogą zagłosować osobiście przy urnie lub korespondencyjnie za pośrednictwem poczty. W 2009 r. z opcji głosowania korespondencyjnego skorzystało 12 591 obywateli, czyli 80,5% głosujących, a zatem o 31,5 p.p. więcej niż w poprzednich wyborach.

## Skład Landtagu
Unia Patriotyczna – 13 mandatów
     Postępowa Partia Obywatelska – 11 mandatów
     Wolna Lista – 1 mandat

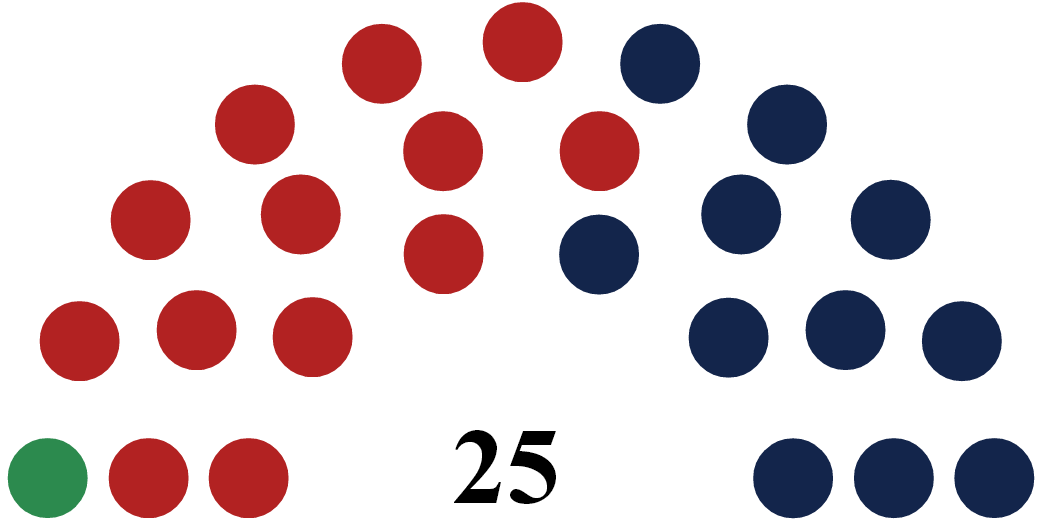
Podział mandatów do Landtagu po wyborach w 2009 r.
Unia Patriotyczna – 13 mandatów
Postępowa Partia Obywatelska – 11 mandatów
Wolna Lista – 1 mandat

W nowej kadencji Landtagu znaleźli się przedstawiciele trzech ugrupowań: trzynastu deputowanych z VU, jedenastu z FBP i jeden z FL. Wśród posłów znalazło się sześć kobiet, a zatem stanowiły one 24% deputowanych. Największa liczba posłów – pięciu, mieszkała w gminie Schaan, po czterech w gminach Eschen i Triesen, po trzech w gminach Ruggell i Vaduz, dwóch w gminie Schellenberg oraz po jednym w gminach Balzers, Mauren, Planken i Triesenberg. Jedyną gminą, w której nie mieszkał żaden poseł było Gamprin. Najstarszym posłem była Doris Frommelt z FBP – 62 lata, zaś najmłodszym Thomas Vogt z VU – 32 lata. Średnia wieku wynosiła 47,7 lat, jednak jeden kandydat (Harry Quaderer z VU) nie podał swojego wieku.
| Deputowany           | Partia | Okręg wyborczy | Gmina        | Liczba głosów | Wiek    |
| -------------------- | ------ | -------------- | ------------ | ------------- | ------- |
| Amman-Marxer Marlies | VU     | Unterland      | Eschen       | 2163          | 56 lat  |
| Beck Doris           | VU     | Unterland      | Ruggell      | 2224          | 47 lat  |
| Beck Jürgen          | VU     | Oberland       | Vaduz        | 4658          | 47 lat  |
| Biedermann Gisela    | VU     | Oberland       | Vaduz        | 4294          | 60 lat  |
| Brunhart Arthur      | VU     | Oberland       | Balzers      | 4699          | 57 lat  |
| Büchel Peter         | VU     | Unterland      | Schellenberg | 2237          | 50 lat  |
| Hilti Diana          | VU     | Oberland       | Planken      | 4315          | 35 lat  |
| Hilti Peter          | VU     | Oberland       | Schaan       | 4258          | 36 lat  |
| Kranz Günther        | VU     | Unterland      | Eschen       | 2319          | 51 lat  |
| Kranz Werner         | VU     | Unterland      | Eschen       | 2161          | 44 lata |
| Negele Gebhard       | VU     | Oberland       | Triesen      | 4658          | 55 lat  |
| Quaderer Harry       | VU     | Oberland       | Schaan       | 4496          | –       |
| Vogt Thomas          | VU     | Oberland       | Triesen      | 4354          | 32 lata |
| Batliner Christian   | FBP    | Oberland       | Triesen      | 3825          | 40 lat  |
| Batliner Manfred     | FBP    | Unterland      | Eschen       | 2335          | 45 lat  |
| Büchel Gerold        | FBP    | Unterland      | Ruggell      | 2398          | 34 lata |
| Frick Albert         | FBP    | Oberland       | Schaan       | 3766          | 60 lat  |
| Frommelt Doris       | FBP    | Oberland       | Schaan       | 3801          | 62 lata |
| Gopp Rainer          | FBP    | Unterland      | Ruggell      | 2321          | 37 lat  |
| Kaiser Johannes      | FBP    | Unterland      | Mauren       | 2483          | 50 lat  |
| Kindle Elmar         | FBP    | Oberland       | Triesen      | 3827          | 40 lat  |
| Lampert Peter        | FBP    | Oberland       | Vaduz        | 3931          | 57 lat  |
| Lampert Wendelin     | FBP    | Oberland       | Triesenberg  | 3925          | 38 lat  |
| Wohlwend Renate      | FBP    | Unterland      | Schellenberg | 2450          | 56 lat  |
| Frick Pepo           | FL     | Oberland       | Schaan       | 1134          | 56 lat  |